# Järnvägsolyckan i Mont Cenistunneln
Järnvägsolyckan i Mont Cenistunneln inträffade den 12 december 1917 mitt under första världskriget. En trupptransport spårade ur vid Mont Cenistunneln i kommunen Saint-Michel-de-Maurienne, departementet Savoie. 427 människor dödades i denna olycka som är den värsta franska järnvägsolyckan hittills.